# Dorylus undet
Dorylus undet é uma espécie de formiga do gênero Dorylus.